# Jest super
Jest super – singel zespołu T.Love wydany w 1997 roku. Tytułowa piosenka znalazła się na albumie Chłopaki nie płaczą i odniosła duży sukces komercyjny.
Tytułowa piosenka jest ironicznym komentarzem do ówczesnej sytuacji w Polsce.

## Lista utworów
- „Jest super”
- „Motorniczy”
- „Na bruku”
- „T.Love T.Love”

## Skład
- Muniek Staszczyk – śpiew
- Jacek Perkowski – gitara
- Maciej Majchrzak – gitara, instrumenty klawiszowe
- Paweł Nazimek – gitara basowa
- Jarosław Polak – perkusja, (śpiew w piosence „To nie to”)